# Edward Benton Banai
Edward Benton Banai o Bawd way wi dun Banaise (Lac Courte Oreilles, Wisconsin, 1934) és un activista i escriptor anishinaabemowin. És membre actiu de la Midewiwin Lodge, fou un dels fundadors de l'AIM amb els germans Clyde Bellecourt i Vernon Bellecourt, i Dennis Banks, i durant molt temps un dels seus líders espirituals en l'ocupació de Wounded Knee del 1973. Actualment n'és membre de l'executiva i director de la Red School House a Saint Paul (Minnesota). Ha escrit The Mishomis Book: the voice of the ojibway (1979), història del seu poble, i Generation to generation (1991).